# Sari Rogo
Sari Rogo is een bestuurslaag in het regentschap Sidoarjo van de provincie Oost-Java, Indonesië. Sari Rogo telt 4417 inwoners (volkstelling 2010).